# Plebiscit constitucional de Xile de 1925
El Plebiscit constitucional de Xile de 1925 va ser un referèndum vinculant realitzat en Xile, el 30 d'agost de 1925, pel qual es va aprovar la Constitució Política de 1925.
La convocatòria a aquest plebiscit era regulada pels Decrets Lleis N° 461 (21 de juliol) que fixava la data de convocatòria i determinava la forma del vot, i N° 462 (3 d'agost) referit al procediment electoral. Tots dos van signats per Arturo Alessandri i publicats al Diari Oficial el 3 d'agost de 1925.
Els votants se'ls va oferir l'opció de dos projectes de constitució: 
- el primer, elaborat per una subcomissió i recolzat pel president Arturo Alessandri.
- el segon, un document més conservador preparat pel Congrés.

La versió liberal, recolzada per Alessandri, va obtenir una victòria aclaparadora i la constitució resultant va proporcionar un període d'estabilitat i una reducció en el poder de l'oligarquia conservadora anterior.

## L'origen del plebiscit
Al tornar Alessandri del seu exili el 20 de març, i segons ho expressa en el telegrama de Roma, es va proposar dur a terme una reforma de la Constitució de 1833.
La Junta de Govern li va lliurar el comandament presidencial aquell mateix dia i va convocar una ronda de consultes. Producte d'això es va crear una Comissió Consultiva de 122 integrants; aquesta es va dividir en dues comissions (16 d'abril): La Comissió de Reforma, on Alessandri i el seu ministre de justícia, José Maza, van redactar una constitució de tall presidencialista com era la idea del primer mandatari; i una Comissió encarregada de l'organització i convocatòria d'una Assemblea Constituent. Aquesta última no va prosperar al no existir acord sobre l'Assemblea i la negativa d'Alessandri, per a qui l'aprovació s'havia d'efectuar per mitjà d'una consulta popular.
Un cop aprovat el text definitiu, els partidaris d'una solució parlamentària van redactar un text alternatiu perquè es posés també a consulta.

## La forma i text del plebiscit
La forma del vot era per mitjà de cèdules de tres colors. Cada votant havia d'inserir la de la seva elecció en un sobre i dipositar-lo a l'urna electoral. El contingut de cadascuna de les cèdules eren el següent:
· Cèdula de color vermell: Acceptació del projecte de la Subcomissió de reforma i la seva aprovació pel President de la República (text inserit en el vot). En resum es vota per un règim presidencialista per mitjà del projecte de la Constitució de 1925.
· Cèdula de color blau: Es manté el règim parlamentari amb la facultat de la Cambra de Diputats de censurar i enderrocar Gabinets i d'ajornar el despatx i vigència de les lleis de pressupostos i recursos de l'Estat (text inserit en el vot). En resum es reforça i formalitza la interpretació parlamentària de la Constitució de 1833.
· Cèdula de color blanc: Rebuig de les dues propostes. S'obre la possibilitat d'altres mitjans per a restablir la normalitat constitucional.
No es podien emetre vots nuls ni vots en blanc.
La redacció, efectuada per Alessandri, era clarament inductiva a favor d'un règim presidencial. A més, va incloure en la proposta parlamentària les principals crítiques que se li feien: alta rotativa ministerial, i pressió i retard del Congrés en l'aprovació del pressupost de l'Estat (vegeu República Parlamentària).

## El plebiscit

### La campanya
La ciutadania, ja cansada de l'experiència parlamentària de la Constitució de 1833 i el suport directe d'Alessandri en la Constitució de 1925, feien previsible la seva aprovació. El mateix Alessandri va fer campanya a favor del vot vermell en una conferència al Saló d'Honor de la Universitat de Xile (3 de juliol), un manifest dirigit al país (28 de juliol) i finalment per mitjà d'un missatge nacional per ràdio (17 d'agost).
Els partidaris d'una solució parlamentària eren pocs i sense gaire arrelament en l'opinió pública. Inicialment els radicals, conservadors, liberals i liberal demòcrates eren els partidaris de la solució parlamentària però posteriorment van demanar l'abstenció de votar, unint-se als comunistes que tenien aquesta decisió des del començament. No obstant això, hi havia una apatia política de la ciutadania com producte dels cops d'estat i continus canvis de govern entre 1924-1925

### Els resultats
L'univers electoral estava compost pels homes majors de 21 anys, que sabessin llegir i escriure, inscrits en els registres electorals. L'escrutini es va efectuar en taules constituïdes per 3 persones.
Els resultats oficials van ser els següents:
| Proposta (alternativa)   | Vots    | % sobre vots emesos | % sobre univers electoral |
| ------------------------ | ------- | ------------------- | ------------------------- |
| Cèdula vermella          | 127 483 | 94,84%              | 43,03%                    |
| Cèdula blava             | 5448    | 4,05%               | 1,84%                     |
| Cèdula blanca            | 1490    | 1,11%               | 0,50%                     |
| Total de vots emesos     | 134 421 | —                   | —                         |
| Abstenció (no van votar) | 161 838 | —                   | 54,63                     |

Font: Carrasco Delgado, Sergio (1980)

## Les conseqüències

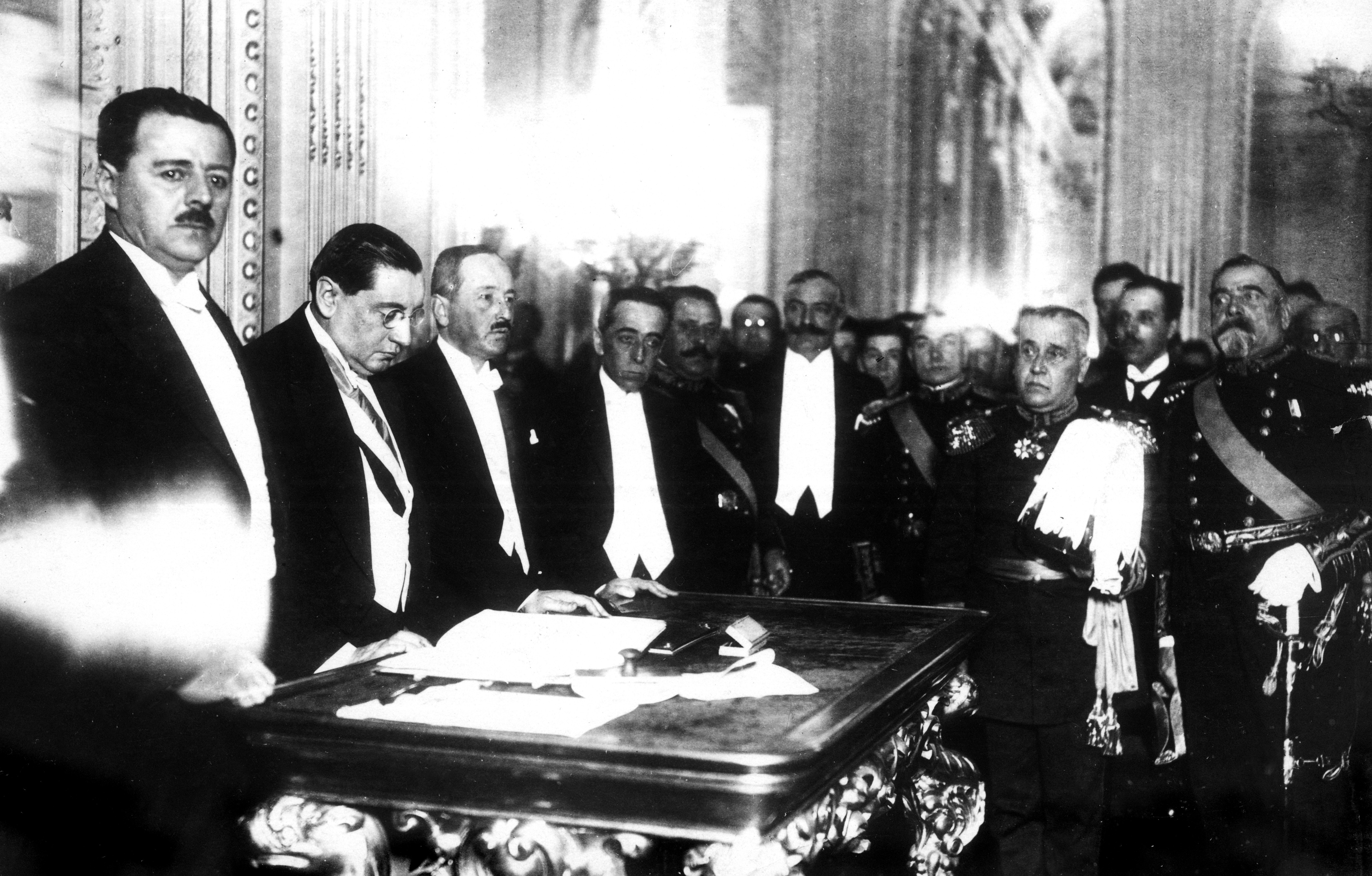
El president Arturo Alessandri encapçala la signatura de la Constitució al Saló Vermell del Palau de la Moneda

Amb els resultats del plebiscit es va donar com aprovada la Constitució de 1925, tot i que l'abstenció (54,63%) va superar el resultat de l'aprovació, que va comptar amb la participació del 45,37% del padró electoral.
Per molt temps es va usar com argument dels opositors al règim presidencial el precari suport popular. Això no obstant, ja per la dècada del 1930 la Constitució va ser acceptada com una realitat constitucional, jurídica i política per tots els sectors.
La nova constitució es va promulgar el 18 de setembre del mateix any, entrant en vigència un mes després.
Després del referèndum, es van celebrar eleccions presidencials el 24 d'octubre i les eleccions del Congrés el 22 de novembre.

## Referéncies
1. 1 2 3 4  Chile, 30 d'agost de 1925 : Verfassung Direct Democracy (alemany)